# Yaw Ackah
Yaw Ackah (Accra, 1º giugno 1999) è un calciatore ghanese, centrocampista del Kayserispor.

## Caratteristiche tecniche
È un centrocampista centrale.

## Carriera

### Club
Approdato al Boavista nel 2017, dopo due anni nelle giovanili è stato promosso in prima squadra ad inizio 2019. Ha esordito l'11 maggio in occasione dell'incontro di Primeira Liga vinto 4-2 contro il Braga.
In seguito ha giocato anche nella prima divisione turca.

### Nazionale
Nel 2019 ha giocato una partita con la maglia della nazionale ghanese Under-20.

## Statistiche
Statistiche aggiornate al 15 settembre 2019.

### Presenze e reti nei club
| Stagione        | Squadra         | Campionato      | Campionato | Campionato | Coppe nazionali | Coppe nazionali | Coppe nazionali | Coppe continentali | Coppe continentali | Coppe continentali | Altre coppe | Altre coppe | Altre coppe | Totale | Totale | Totale |
| Stagione        | Squadra         | Comp            | Pres       | Reti       | Comp            | Pres            | Reti            | Comp               | Pres               | Reti               | Comp        | Pres        | Reti        | Pres   | Reti   |        |
| --------------- | --------------- | --------------- | ---------- | ---------- | --------------- | --------------- | --------------- | ------------------ | ------------------ | ------------------ | ----------- | ----------- | ----------- | ------ | ------ | ------ |
| 2018-2019       | Boavista        | PL              | 2          | 0          | CP+CdL          | 0               | 0               |                    | -                  | -                  |             | -           | -           | 2      | 0      |        |
| 2019-2020       | Boavista        | PL              | 3          | 0          | CP+CdL          | 0               | 0               |                    | -                  | -                  |             | -           | -           | 3      | 0      |        |
| Totale carriera | Totale carriera | Totale carriera | 5          | 0          |                 | 0               | 0               |                    | -                  | -                  |             | -           | -           | 5      | 0      |        |